# 蓋兒·蘭金
蓋兒·露易絲·蘭金（英語：Gayle Louise Rankin，1989年8月1日—）是一位蘇格蘭女演員。她知名於在Netflix運動喜劇《GLOW：華麗女子摔角聯盟》（2017－2019年）中飾演“女狼”席拉（Sheila "The She Wolf"）。她在HBO奇幻電視劇《龍族前傳》第二季（2024年）加入主演陣容飾演亞麗·河文（Alys Rivers）。

## 早年生活
蓋兒·露易絲·蘭金在1989年8月1日出生於蘇格蘭佩斯利，在伊格爾舍姆和基爾莫斯長大和有一個姐姐。她就讀於梅恩斯堡高中，並在奈茲伍德中學的蘇格蘭舞蹈學校（Dance School of Scotland）完成6年級學業。她在17歲時取得獎學金在纽约的茱莉亞學院接受培訓，亦是該學院的第一位蘇格蘭學生。

## 職業生涯
2012年，蘭金在NBC警匪劇《法律与秩序：特殊受害者》的一集中客串飾演荷莉·施奈德（Holly Schneider），首次亮相電視螢幕。
2017年6月，她開始在Netflix運動喜劇《GLOW：華麗女子摔角聯盟》中飾演“女狼”席拉（Sheila "The She Wolf"）。同年，她在喜剧剧情片《邁耶維茨家的故事（全新增訂版）》中飾演帕姆（Pam），該片於5月21日在戛纳电影节首映，並於10月13日在美國限定戲院及Netflix上發行。12月，她在傳記歌舞劇情片《大娛樂家》中飾演维多利亚女王，該片的主演有休·傑克曼和蜜雪兒·威廉絲。
2018年2月，蘭金在由史蒂芬妮·萊恩執導和Netflix發行的浪漫喜劇劇情片《生生世世只愛你》中飾演蜜拉（Mira），與古古·玛芭塔-劳和麥可·俞斯曼演對手戲。同年，她在浪漫劇情片《戀愛關係》中飾演瑞秋·弗萊格曼（Rachel Flegelman），該片於4月20日在翠貝卡電影節首映。9月9日，她在多倫多國際電影節首映的艾力克斯·羅斯·佩里執導劇情片《她的搖滾滋味》中飾演艾莉·范德沃爾夫（Ali van der Wolff），該片的主演有伊丽莎白·莫斯和艾潔妮絲·迪恩。
2020年，她在HBO時代劇《新梅森探案》中飾演艾蜜莉·多德森（Emily Dodson），是被神秘綁架的1歲男孩查理·多德森（Charlie Dodson）的母親。2023年4月，她被宣布將在2024年上線的HBO奇幻電視劇《龍族前傳》第二季中飾演亞麗·河文（Alys Rivers）。

## 作品列表

### 電影
| 年份 | 標題                               | 角色                | 附註 |
| ---- | ---------------------------------- | ------------------- | ---- |
| 2012 | 《沃菲爾德》 （英語：Warfield）            | 莫莉（Molly）            |      |
| 2013 | 《私生子法蘭克》                   | 瑪麗（Mary）            |      |
| 2013 |                                    | 喬妮（Joanie）            | 短片 |
| 2014 | 《偶遇》 （英語：The Meeting）                | 莎拉（Sarah）            | 短片 |
| 2015 |                                    | 珍（）              | 短片 |
| 2015 | 《蜂鳴器》 （英語：Buzzer）              | 蘇西（Suzy）            | 短片 |
| 2016 | 《過季》 （英語：The Passing Season）                | 泰絲（Tess）            |      |
| 2017 | 《邁耶維茨家的故事（全新增訂版）》 | 帕姆（Pam）            |      |
| 2017 | 《大娛樂家》                       | 维多利亚女王        |      |
| 2018 | 《生生世世只愛你》                 | 蜜拉（Mira）            |      |
| 2018 | 《戀愛關係》                       | 瑞秋·弗萊格曼（Rachel Flegelman）   |      |
| 2018 | 《她的搖滾滋味》                   | 艾莉·范德沃爾夫（Ali van der Wolff） |      |
| 2018 |                                    | 瑪麗·安妮（Mary Anne）       | 短片 |
| 2019 | 《緬因姊妹》                       | 亞歷克西斯（Alexis）      |      |
| 2019 | 《婊兄弟上路》                     | 瑪麗莎（Marissa）          |      |
| 2019 | 《珍》 （英語：Jane）                  | 珍（）              | 短片 |
| 2020 | 《911算命律師》                    | 瑪雅（Maya）            |      |
| 2021 | 《剪輯》 （英語：Editing）                | 不適用              | 短片 |
| 2022 | 《月亮天堂》 （英語：Moon Manor）            | 譚美（Tammy）            |      |
| 2022 | 《們》                             | 萊莉（Riley）            |      |
| 2023 | 《惡行》                           | 露絲·諾德（Ruthie Nodd）       |      |

### 電視
| 年份       | 標題                       | 角色                | 電視台     | 附註                            |
| ---------- | -------------------------- | ------------------- | ---------- | ------------------------------- |
| 2012       | 《法律与秩序：特殊受害者》 | 荷莉·施奈德（Holly Schneider）     | NBC        | 單集：“Theater Tricks”          |
| 2012       | 《吾之美國》 （英語：My America）    | 不適用              | Fandor     | 單集：“The Tal Pidae Lehstücke” |
| 2013       | 《傳教士》 （英語：The Missionary）      | 莫莉·埃爾布里奇（Molly Elbridge） | HBO        | 電視電影（首播集）              |
| 2017－2019 | 《GLOW：華麗女子摔角聯盟》 | “女狼”席拉（Sheila "The She Wolf"）      | Netflix    | 主要角色；30集                  |
| 2020－2023 | 《新梅森探案》             | 艾蜜莉·多德森（Emily Dodson）   | HBO        | 常設角色；10集                  |
| 2022       | 《親族》                   | 瑪格麗特·韋蘭（Margaret Weylan）   | FX on Hulu | 主要角色；8集                   |
| 2024       | 《龍族前傳》               | 亞麗·河文（Alys Rivers）       | HBO        | 主要角色                        |

### 舞臺
| 年份 | 標題                        | 角色                | 會場                |
| ---- | --------------------------- | ------------------- | ------------------- |
| 2012 | 《部落》                    | 露絲（Ruth）            | 巴羅街劇院          |
| 2014 | 《歌廳》                    | 佛勞萊恩·科斯特（Fraulein Kost） | 54俱樂部            |
| 2015 | 《愛與性的奧秘》 （英語：The Mystery of Love and Sex） | 夏綠蒂（Charlotte）          | 林肯表演藝術中心    |
| 2016 | 《馴悍記》                  | 琵央加（Bianca）          | 戴拉寇特劇院        |
| 2017 | 《哈姆雷特》                | 歐菲莉亚（Ophelia）        | 公共劇院            |
| 2024 | 《歌廳》                    | 莎莉·鮑爾斯         | 奧古斯特·威爾遜劇院 |

## 獲獎和提名
| 年份 | 獎項           | 類別                        | 提名作品                   | 結果 | 來源   |
| ---- | -------------- | --------------------------- | -------------------------- | ---- | ------ |
| 2018 | 金德比電視獎   | 年度最佳整體演出 （英語：Ensemble of the Year） | 《GLOW：華麗女子摔角聯盟》 | 提名 | [ 17 ] |
| 2018 | 美國演員工會獎 | 喜劇類影集最佳整體演出      | 《GLOW：華麗女子摔角聯盟》 | 提名 | [ 18 ] |
| 2019 | 美國演員工會獎 | 喜劇類影集最佳整體演出      | 《GLOW：華麗女子摔角聯盟》 | 提名 | [ 19 ] |

## 外部連結
- 蓋兒·蘭金在互联网电影资料库（IMDb）上的資料（英文）